# (35733) 1999 GW8
1999 GW8 (asteroide 35733) é um asteroide da cintura principal. Possui uma excentricidade de 0.03995830 e uma inclinação de 4.72341º.
Este asteroide foi descoberto no dia 10 de abril de 1999 por LONEOS em Anderson Mesa.